# Ana Braga
Ana Braga (Río de Janeiro, Brasil, 4 de diciembre de 1981) es una modelo brasileña, defensora de la adopción de mascotas, que vive en Las Vegas, Nevada. Ha aparecido en varias revistas internacionales: Playboy Venezuela en diciembre de 2013, Playboy Brasil en junio de 2013 y Playboy Rumania en abril y diciembre de 2013. Braga también ha aparecido en Cosmopolitan Magazine en los Estados Unidos y People Magazine en Grecia.